# 王命兴
王命兴（1944年4月—），男，福州福清人，中华人民共和国企业家，曾任第八届全国政协委员。